# Velociraptor
Velociraptor (nghĩa là "chim săn mồi tốc độ") tên gọi tắt là Raptor, là một chi khủng long theropoda thuộc họ Dromaeosauridae từng tồn tại vào cuối kỷ Creta, khoảng 83 đến 70 triệu năm trước. Hiện có hai loài được công nhận, một loài khác từng được phân vào chi này. Loài điển hình là V. mongoliensis; các hóa thạch của loài này được phát hiện ở Mông Cổ. Loài còn lại, V. osmolskae, định danh năm 2008 từ Nội Mông, Trung Quốc.
Velociraptor có chung nhiều đặc điểm giải phẫu với Dromaeosauridae như Deinonychus và Achillobator, dù có kích thước nhỏ hơn. Nó là loài động vật ăn thịt có lông vũ, đi bằng hai chân với một cái đuôi dài, khỏe và vuốt rộng trên mỗi chi. Velociraptor được phân biệt với các chi Dromaeosauridae khác bởi hộp sọ dài, có một điểm cong lên ở mõm.
Velociraptor là một trong các chi khủng long quen thuộc nhất với đại chúng vì vai trò của nó trong loạt phim Công viên kỷ Jura. Velociraptor trong bộ phim này có nhiều đặc điểm sai lệch thực tế, như lớn hơn nhiều so với kích thước thực, và lại không có lông vũ. Có lẽ "Velociraptor" trong phim được mô phỏng từ loài Deinonychus Velociraptor là một chi được nghiên cứu kỹ, với hơn một tá mẫu vật hóa thạch được mô tả, nhiều nhất trong họ Dromaeosauridae. Một mẫu vật nổi tiếng bảo quản Velociraptor khi đang đánh nhau với Protoceratops.

## Lịch sử phát hiện
Trong chuyến thám hiểm của Bảo tàng Lịch sử Tự nhiên Hoa Kỳ tại vách đá Flaming (Bayn Dzak hay Bayanzag) thuộc thành hệ Djadochta, sa mạc Gobi, vào ngày 11 tháng 8 năm 1923, Peter Kaisen đã phát hiện ra hóa thạch Velociraptor đầu tiên được giới khoa học biết đến, một hộp sọ bị nghiền nát nhưng hoàn chỉnh, gắn liền với một trong những móng vuốt của ngón chân thứ hai (AMNH 6515). Năm 1924, chủ tịch bảo tàng Henry Fairfield Osborn đã chỉ định hộp sọ và móng vuốt (mà ông cho là đến của bàn tay) là mẫu vật điển hình cho chi mới do ông thiết lập, Velociraptor.

## Mô tả

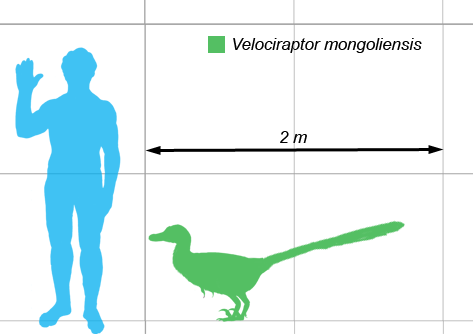
V. mongoliensis so với con người.

Velociraptor là một chi Dromaeosauridae kích thước trung bình, với con trưởng thành dài 2,07 m (6,8 ft), 0,5 m (1,6 ft) ngang hông, và nặng chừng 15 kg (33 lb). Hộp sọ dài 25 cm (10 in) có một kiểu cong lên đặc biệt.